# Philoliche similima
Philoliche similima är en tvåvingeart som först beskrevs av Günther Enderlein 1925.  Philoliche similima ingår i släktet Philoliche och familjen bromsar.
Artens utbredningsområde är Tanzania. Inga underarter finns listade i Catalogue of Life.